# Pseudemys floridana
Pseudemys floridana là một loài rùa trong họ Emydidae. Loài này được Le Conte mô tả khoa học đầu tiên năm 1830.

## Hình ảnh

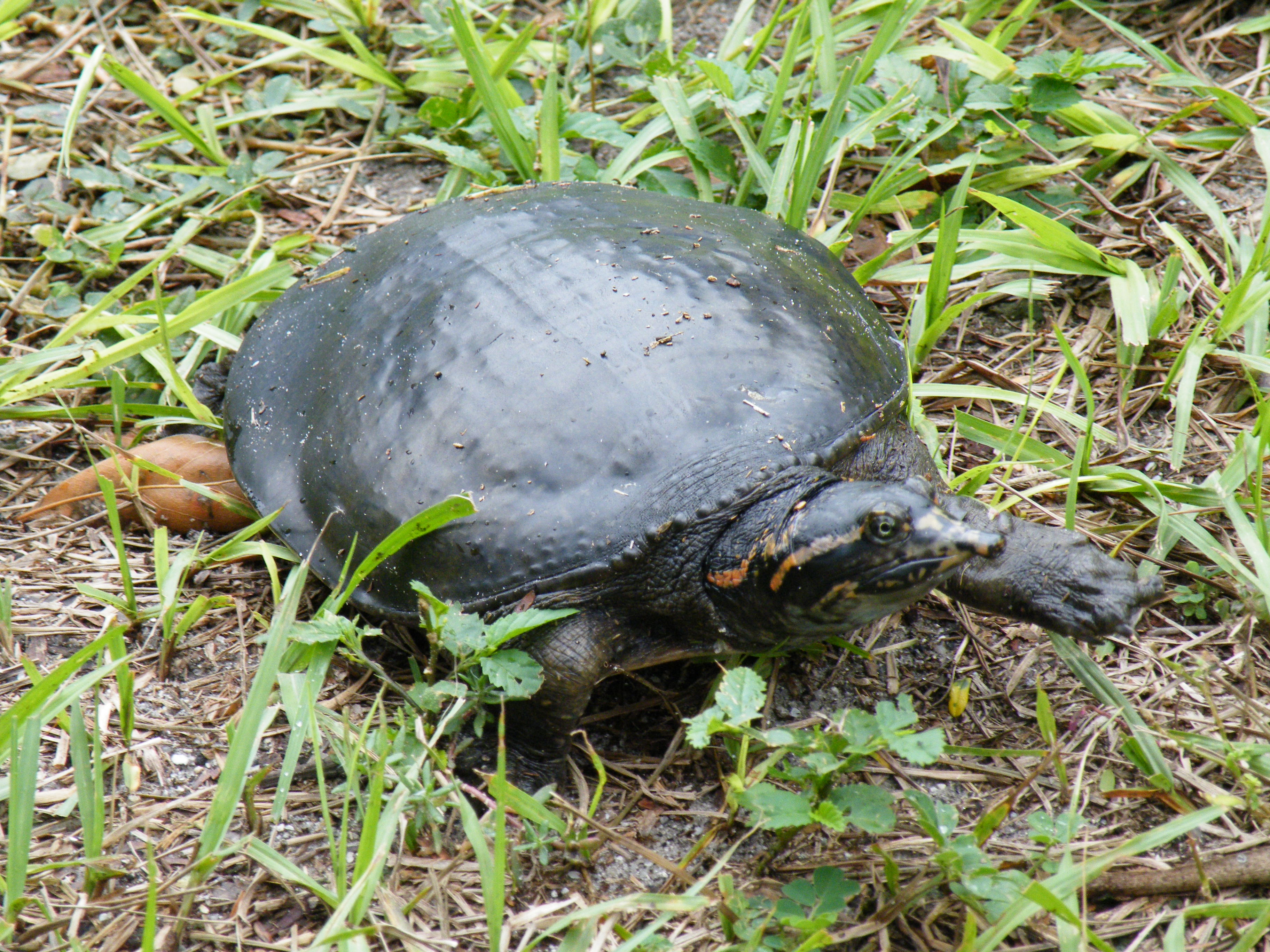